# HD72175
HD72175 — хімічно пекулярна зоря спектрального класу B9, що має видиму зоряну величину в смузі V приблизно  9,1.
Вона  розташована на відстані близько 3362,4 світлових років від Сонця.

## Фізичні характеристики
Телескоп Гіппаркос зареєстрував фотометричну змінність  даної зорі з періодом    4,49 доби в межах від  Hmin= 9,15 до  Hmax= 9,04.

## Пекулярний хімічний склад
Зоряна атмосфера HD72175 має підвищений вміст 
Cr
.